# Aston Martin AMR24
L'Aston Martin AMR24 è una monoposto di Formula 1 realizzata dalla scuderia Aston Martin per prendere parte al campionato mondiale di Formula 1 2024.
La vettura è stata presentata il 12 febbraio 2024.

## Livrea
Rispetto all'antenata AMR23 la livrea appare schematicamente immutata, sebbene con maggiori sezioni di carrozzeria lasciate con carbonio a vista sul fondo della vettura.
Tra gli sponsor principali varia la posizione di Aramco, il quale, divenuto dal 2024 unico title sponsor della squadra, si sposta dal cofano motore alle pance e dalla parte inferiore a quella superiore dell'ala mobile, sostituendo i loghi di Cognizant.

## Carriera agonistica

### Stagione
La line-up piloti viene formata per il secondo anno consecutivo da Fernando Alonso e Lance Stroll. 
La monoposto manifesta un calo di prestazioni rispetto all'anno precedente. Pur costantemente in lotta per i punti, nei primi appuntamenti stagionali la squadra è lontana dalle posizioni del podio, con Stroll in particolare difficoltà specialmente in qualifica. Questi risultati si ripetono anche durante la prima metà di stagione, soprattutto per merito di Fernando Alonso, arrivando alla pausa estiva con il team al quinto posto nel mondiale costruttori, ben lontano però dalle posizioni di vertice. 
Al ritorno dalla pausa estiva la vettura subisce similmente all'anno precedente un calo prestazionale notevole tanto che Stroll non riesce più a marcare punti sino alla fine della stagione. 
Grazie alle performance di Alonso il team inglese riesce in parte ad ovviare il calo di competitività, confermando il quinto posto nei costruttori con 94 punti, ben 186 in meno rispetto alla passata stagione.

## Piloti
| Piloti ufficiali       | Piloti ufficiali | Piloti ufficiali |
| Nazione                | Nome             | Numero           |
| ---------------------- | ---------------- | ---------------- |
| Canada (bandiera)      | Lance Stroll     | 18               |
| Spagna (bandiera)      | Fernando Alonso  | 14               |
| Piloti di riserva      |                  |                  |
| Nazione                | Nome             | Numero           |
| Brasile (bandiera)     | Felipe Drugovich | 34               |
| Stati Uniti (bandiera) | Jak Crawford     |                  |

## Risultati in Formula 1
| Anno | Team                | Motore   | Gomme | Piloti |    |     |   |    |    |    |    |    |   |    |    |   |    |    |    |    |     |    |    |     |    |    |     |    | Punti | Pos. |
| ---- | ------------------- | -------- | ----- | ------ | -- | --- | - | -- | -- | -- | -- | -- | - | -- | -- | - | -- | -- | -- | -- | --- | -- | -- | --- | -- | -- | --- | -- | ----- | ---- |
| 2024 | Aston Martin Aramco | Mercedes | P     | Stroll | 10 | Rit | 6 | 12 | 15 | 17 | 9  | 14 | 7 | 14 | 13 | 7 | 10 | 11 | 13 | 19 | 19* | 14 | 15 | 11  | NP | 15 | Rit | 14 | 94    | 5º   |
| 2024 | Aston Martin Aramco | Mercedes | P     | Alonso | 9  | 5   | 8 | 6  | 7  | 9  | 19 | 11 | 6 | 12 | 18 | 8 | 11 | 8  | 10 | 11 | 6   | 8  | 13 | Rit | 14 | 11 | 7   | 9  | 94    | 5º   |

| Legenda | 1º posto     | 2º posto | 3º posto    | A punti         | Senza punti/Non class.  | Grassetto – Pole position Corsivo – Giro più veloce Apice – Risultato Sprint (A punti) |
| Legenda | Squalificato | Ritirato | Non partito | Non qualificato | Solo prove/Terzo pilota | Grassetto – Pole position Corsivo – Giro più veloce Apice – Risultato Sprint (A punti) |

* – Indica il pilota ritirato ma ugualmente classificato avendo coperto, come previsto dal regolamento, almeno il 90% della distanza di gara.